# 게임프로

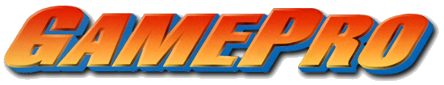

게임프로(영어: GamePro)는 미국의 폐간된 컴퓨터·비디오 게임 잡지 미디어 기업이다. 내용에는 비디오 게임 산업, 비디오 게임 하드웨어, 비디오 게임 소프트웨어를 아우른다.
1989년 처음 출판된 게임프로지는 다양한 비디오 게임, 비디오 게임 하드웨어, 엔터테인먼트 비디오 게임 산업에 관한 기사, 뉴스, 프리뷰, 리뷰를 제공하였다. 본사는 미국 캘리포니아주 오클랜드에 있으며 달마다 출간되다가 22년 출간에 이은 2011년 10월을 끝으로 마지막을 장식했다. 게임프로의 2010년 2월 발행물은 다시 디자인된 레이아웃과 게이밍 인물과 문화에 초점을 둔 새로운 편집 방향을 도입했다.
GamePro.com은 1998년 공식 런칭하였다. 날마다 업데이트되는 이 웹사이트의 내용에는 비디오 게임, 비디오 게임 하드웨어, 엔터테인먼트 게이밍 산업에 관한 특집 기사, 뉴스, 프리뷰, 리뷰, 스크린샷, 비디오를 다루고 있다. 이 웹사이트는 또한 포럼, 리뷰, 블로그 등 사용자 콘텐츠도 포함되었다. 2010년 1월, 이 웹사이트는 인쇄 잡지에서 취해진 동일한 새로운 편집 변화를 반영하기 위해 재설계되었다.